# Karlsruher Sport-Club Mühlburg-Phönix 1967-1968
Questa voce raccoglie le informazioni riguardanti il Karlsruher Sport-Club Mühlburg-Phönix nelle competizioni ufficiali della stagione 1967-1968.

## Stagione
Nella stagione 1967-1968 il Karlsruhe, allenato da Paul Frantz, Georg Gawliczek, Herbert Widmayer e Bernhard Termath, concluse il campionato di Bundesliga al 18º posto. In Coppa di Germania il Karlsruhe fu eliminato al primo turno dal Bochum.

## Rosa
| N. |                     | Ruolo | Calciatore          |
| -- | ------------------- | ----- | ------------------- |
|    | Germania (bandiera) | P     | Siegfried Kessler   |
|    | Germania (bandiera) | P     | Jürgen Rynio        |
|    | Germania (bandiera) | D     | Eugen Ehmann        |
|    | Germania (bandiera) | D     | Helmut Kafka        |
|    | Germania (bandiera) | D     | Peter Koßmann       |
|    | Germania (bandiera) | D     | Klaus Slatina       |
|    | Germania (bandiera) | D     | Lutz Streitenbürger |
|    | Germania (bandiera) | D     | Jürgen Weidlandt    |
|    | Germania (bandiera) | C     | Rolf Ackermann      |
|    | Germania (bandiera) | C     | Wolfgang Böhni      |
|    | Germania (bandiera) | C     | Günther Cuntz       |
|    | Germania (bandiera) | C     | Arthur Dobat        |

| N. |                     | Ruolo | Calciatore         |
| -- | ------------------- | ----- | ------------------ |
|    | Germania (bandiera) | C     | Willi Dürrschnabel |
|    | Germania (bandiera) | C     | Günter Herrmann    |
|    | Germania (bandiera) | C     | Werner Hösl        |
|    | Germania (bandiera) | C     | Herbert Layh       |
|    | Germania (bandiera) | C     | Jupp Marx          |
|    | Germania (bandiera) | C     | Heinz Schneider    |
|    | Germania (bandiera) | A     | Hans Cieslarczyk   |
|    | Francia (bandiera)  | A     | Gerard Hausser     |
|    | Germania (bandiera) | A     | Christian Müller   |
|    | Germania (bandiera) | A     | David Scheu        |
|    | Germania (bandiera) | A     | Heinz Schrodt      |
|    | Germania (bandiera) | A     | Klaus Zaczyk       |

## Organigramma societario
Area tecnica
- Allenatore: Bernhard Termath
- Allenatore in seconda:
- Preparatore dei portieri:
- Preparatori atletici:

## Calciomercato

### Sessione estiva
| Acquisti | Acquisti        | Acquisti       | Acquisti |
| R.       | Nome            | da             | Modalità |
| -------- | --------------- | -------------- | -------- |
| A        | Gerard Hausser  | Strasburgo     |          |
| C        | Günter Herrmann | Schalke 04     |          |
| D        | Klaus Slatina   | Greuther Fürth |          |

| Cessioni | Cessioni             | Cessioni         | Cessioni |
| R.       | Nome                 | a                | Modalità |
| -------- | -------------------- | ---------------- | -------- |
| A        | Horst-Dieter Berking | Göttingen        |          |
| A        | Lars Granström       | Malmö FF         |          |
| A        | Hans-Peter Lamparth  | Arminia Hannover |          |
| C        | Dragoslav Šekularac  | St. Louis Stars  |          |
| C        | Friedhelm Strelczyk  | Bayer Leverkusen |          |
| C        | Horst Wild           | Duisburg         |          |
| P        | Erich Wolf           | FSV Francoforte  |          |

## Risultati

### Bundesliga

#### Girone di andata
| Arbitro: | Ott |

|                 |           |  |
| Strehl 30’, 32’ | Marcatori |  |

| Arbitro: | Ohmsen |

|  |           |                          |
|  | Marcatori | 77’ van Haaren 84’ Gecks |

| Arbitro: | Herden |

|                     |           |            |
| Martinelli 66’, 88’ | Marcatori | 70’ Ehmann |

| Arbitro: | Thier |

|                              |           |                         |
| Herrmann 40’ Müller 65’, 66’ | Marcatori | 29’ (rig.) Siemensmeyer |

| Arbitro: | Regely |

|                             |           |  |
| Ohlhauser 31’, 83’ Jung 50’ | Marcatori |  |

| Arbitro: | Schäfer |

|                             |           |  |
| Dürrschnabel 20’ Müller 87’ | Marcatori |  |

| Arbitro: | Schulenburg |

|  |           |          |
|  | Marcatori | 26’ Löhr |

| Arbitro: | Hennig |

|                           |           |                 |
| Gayer 5’, 43’, 59’ (rig.) | Marcatori | 44’, 82’ Ehmann |

| Arbitro: | Malka |

|                            |           |               |
| Cieslarczyk 26’ Ehmann 80’ | Marcatori | 31’ Giesemann |

| Arbitro: | Ott |

|                           |           |  |
| Keifler 45’ Grabowski 89’ | Marcatori |  |

| Arbitro: | Spinnler |

|                            |           |                |
| Schrodt 5’, 28’ Zaczyk 27’ | Marcatori | 17’, 47’ Meyer |

| Arbitro: | Niemeyer |

|           |           |  |
| Ulsaß 66’ | Marcatori |  |

| Arbitro: | Herden |

|  |           |                      |
|  | Marcatori | 5’, 72’, 76’ Kohlars |

| Arbitro: | Ohmsen |

|                        |           |  |
| Wittkamp 33’ Kraus 90’ | Marcatori |  |

| Arbitro: | Regely |

|             |           |                                    |
| Herrmann 5’ | Marcatori | 14’, 31’ Köppel 21’, 50’ Handschuh |

| Arbitro: | Spinnler |

|                                                                  |           |             |
| Görts 17’, 44’, 47’ Höttges 24’ (rig.) Zebrowski 39’ Piontek 60’ | Marcatori | 49’ Hausser |

| Arbitro: | Malka |

|                             |           |                              |
| Dürrschnabel 15’ Zaczyk 65’ | Marcatori | 43’ Hasebrink 70’ Roggensack |

#### Girone di ritorno
| Arbitro: | Weyland |

|            |           |             |
| Müller 67’ | Marcatori | 83’ Volkert |

| Arbitro: | Schulz |

|                        |           |               |
| Gecks 32’ Kostedde 44’ | Marcatori | 70’ Weidlandt |

| Arbitro: | Ott |

|                   |           |                                                               |
| Herrmann 21’, 82’ | Marcatori | 23’ Glenski 55’ Ferdinand 62’ Klostermann 73’ (rig.) Hoffmann |

| Arbitro: | Siepe |

|                                    |           |  |
| Heynckes 47’ Straschitz 90’ (rig.) | Marcatori |  |

| Arbitro: | Horstmann |

|  |           |                          |
|  | Marcatori | 80’ Ohlhauser 82’ Müller |

| Arbitro: | Herden |

|                                                             |           |  |
| Neuberger 25’ Emmerich 35’, 62’ Hofmeister 86’ Trimhold 90’ | Marcatori |  |

| Arbitro: | Schäfer |

|                                   |           |  |
| Löhr 32’, 50’ Rühl 77’ Hornig 82’ | Marcatori |  |

| Arbitro: | Malka |

|                                          |           |                  |
| Dobat 5’, 16’, 72’ Zaczyk 15’ Müller 26’ | Marcatori | 86’ (rig.) Leist |

| Amburgo 16 marzo 1968, ore 15:30 CET 26ª giornata | Amburgo  | 0 – 0 referto | Karlsruhe | Volksparkstadion (12 000 spett.)\| Arbitro: \| Spinnler \| |
| Arbitro:                                          | Spinnler |               |           |                                                            |

| Arbitro: | Hilker |

|  |           |           |
|  | Marcatori | 58’ Racky |

| Mönchengladbach 30 marzo 1968, ore 15:30 CET 28ª giornata | Borussia M'gladbach | 0 – 0 referto | Karlsruhe | Bökelbergstadion (13 000 spett.)\| Arbitro: \| Redelfs \| |
| Arbitro:                                                  | Redelfs             |               |           |                                                           |

| Arbitro: | Radermacher |

|            |           |                      |
| Müller 15’ | Marcatori | 20’ Schmidt 85’ Moll |

| Arbitro: | Linn |

|                                       |           |  |
| Kohlars 38’ Heiß 39’ Brunnenmeier 58’ | Marcatori |  |

| Arbitro: | Conrad |

|            |           |  |
| Müller 76’ | Marcatori |  |

| Arbitro: | Bien |

|                                    |           |                         |
| Weidmann 13’ Gress 53’ Larsson 89’ | Marcatori | 10’ Slatina 84’ Schrodt |

| Arbitro: | Hennig |

|              |           |                       |
| Herrmann 41’ | Marcatori | 3’ Zebrowski 15’ Rupp |

| Arbitro: | Hilker |

|               |           |            |
| Hasebrink 83’ | Marcatori | 31’ Müller |

### Coppa di Germania
| Arbitro: | Schäfer |

|                                       |           |                                |
| Klever 28’ Böttcher 44’ Eversberg 70’ | Marcatori | 18’ (rig.) Herrmann 63’ Müller |

## Statistiche

### Statistiche di squadra
| Competizione      | Punti | In casa | In casa | In casa | In casa | In casa | In casa | In trasferta | In trasferta | In trasferta | In trasferta | In trasferta | In trasferta | Totale | Totale | Totale | Totale | Totale | Totale | DR  |
| Competizione      | Punti | G       | V       | N       | P       | Gf      | Gs      | G            | V            | N            | P            | Gf           | Gs           | G      | V      | N      | P      | Gf     | Gs     | DR  |
| ----------------- | ----- | ------- | ------- | ------- | ------- | ------- | ------- | ------------ | ------------ | ------------ | ------------ | ------------ | ------------ | ------ | ------ | ------ | ------ | ------ | ------ | --- |
| Bundesliga        | 17    | 17      | 6       | 2       | 9       | 24      | 29      | 17           | 0            | 3            | 14           | 8            | 41           | 34     | 6      | 5      | 23     | 32     | 70     | -38 |
| Coppa di Germania | -     | 0       | 0       | 0       | 0       | 0       | 0       | 1            | 0            | 0            | 1            | 2            | 3            | 1      | 0      | 0      | 1      | 2      | 3      | -1  |
| Totale            | 17    | 34      | 17      | 5       | 12      | 63      | 43      | 35           | 7            | 7            | 21           | 44           | 73           | 69     | 24     | 12     | 33     | 107    | 116    | -9  |

### Andamento in campionato
| Giornata  | 1  | 2  | 3  | 4  | 5  | 6  | 7  | 8  | 9  | 10 | 11 | 12 | 13 | 14 | 15 | 16 | 17 | 18 | 19 | 20 | 21 | 22 | 23 | 24 | 25 | 26 | 27 | 28 | 29 | 30 | 31 | 32 | 33 | 34 |
| --------- | -- | -- | -- | -- | -- | -- | -- | -- | -- | -- | -- | -- | -- | -- | -- | -- | -- | -- | -- | -- | -- | -- | -- | -- | -- | -- | -- | -- | -- | -- | -- | -- | -- | -- |
| Luogo     | T  | C  | T  | C  | T  | C  | C  | T  | C  | T  | C  | T  | C  | T  | C  | T  | C  | C  | T  | C  | T  | C  | T  | T  | C  | T  | C  | T  | C  | T  | C  | T  | C  | T  |
| Risultato | P  | P  | P  | V  | P  | V  | P  | P  | V  | P  | V  | P  | P  | P  | P  | P  | N  | N  | P  | P  | P  | P  | P  | P  | V  | N  | P  | N  | P  | P  | V  | P  | P  | N  |
| Posizione | 14 | 16 | 17 | 15 | 16 | 14 | 15 | 16 | 15 | 17 | 16 | 16 | 16 | 16 | 17 | 17 | 17 | 18 | 18 | 18 | 18 | 18 | 18 | 18 | 18 | 18 | 18 | 18 | 18 | 18 | 18 | 18 | 18 | 18 |

Legenda:

Luogo: C = Casa; T = Trasferta. Risultato: V = Vittoria; N = Pareggio; P = Sconfitta.

### Statistiche dei giocatori
| Giocatore         | Bundesliga | Bundesliga | Bundesliga  | Bundesliga | Coppa di Germania | Coppa di Germania | Coppa di Germania | Coppa di Germania | Totale   | Totale | Totale      | Totale     |
| Giocatore         | Presenze   | Reti       | Ammonizioni | Espulsioni | Presenze          | Reti              | Ammonizioni       | Espulsioni        | Presenze | Reti   | Ammonizioni | Espulsioni |
| ----------------- | ---------- | ---------- | ----------- | ---------- | ----------------- | ----------------- | ----------------- | ----------------- | -------- | ------ | ----------- | ---------- |
| R. Ackermann      | 1          | 0          | 0           | 0          | 0                 | 0                 | 0                 | 0                 | 1        | 0      | 0           | 0          |
| W. Böhni          | 0          | 0          | 0           | 0          | 0                 | 0                 | 0                 | 0                 | 0        | 0      | 0           | 0          |
| H. Cieslarczyk    | 13         | 1          | 0           | 0          | 0                 | 0                 | 0                 | 0                 | 13       | 1      | 0           | 0          |
| G. Cuntz          | 1          | 0          | 0           | 0          | 0                 | 0                 | 0                 | 0                 | 1        | 0      | 0           | 0          |
| A. Dobat          | 20         | 3          | 0           | 0          | 0                 | 0                 | 0                 | 0                 | 20       | 3      | 0           | 0          |
| W. Dürrschnabel   | 26         | 2          | 0           | 0          | 0                 | 0                 | 0                 | 0                 | 26       | 2      | 0           | 0          |
| E. Ehmann         | 29         | 4          | 0           | 1          | 1                 | 0                 | 0                 | 0                 | 30       | 4      | 0           | 1          |
| G. Hausser        | 28         | 1          | 0           | 0          | 1                 | 0                 | 0                 | 0                 | 29       | 1      | 0           | 0          |
| G. Herrmann       | 24         | 5          | 0           | 0          | 1                 | 1                 | 0                 | 0                 | 25       | 6      | 0           | 0          |
| W. Hösl           | 10         | 0          | 0           | 0          | 0                 | 0                 | 0                 | 0                 | 10       | 0      | 0           | 0          |
| H. Kafka          | 16         | 0          | 0           | 0          | 0                 | 0                 | 0                 | 0                 | 16       | 0      | 0           | 0          |
| S. Kessler        | 13         | 0          | 0           | 0          | 0                 | 0                 | 0                 | 0                 | 13       | 0      | 0           | 0          |
| P. Koßmann        | 1          | 0          | 0           | 0          | 0                 | 0                 | 0                 | 0                 | 1        | 0      | 0           | 0          |
| H. Layh           | 2          | 0          | 0           | 0          | 0                 | 0                 | 0                 | 0                 | 2        | 0      | 0           | 0          |
| J. Marx           | 34         | 0          | 0           | 0          | 1                 | 0                 | 0                 | 0                 | 35       | 0      | 0           | 0          |
| C. Müller         | 30         | 8          | 0           | 0          | 1                 | 1                 | 0                 | 0                 | 31       | 9      | 0           | 0          |
| J. Rynio          | 21         | 0          | 0           | 0          | 1                 | 0                 | 0                 | 0                 | 22       | 0      | 0           | 0          |
| D. Scheu          | 20         | 0          | 0           | 0          | 1                 | 0                 | 0                 | 0                 | 21       | 0      | 0           | 0          |
| H. Schneider      | 1          | 0          | 0           | 0          | 0                 | 0                 | 0                 | 0                 | 1        | 0      | 0           | 0          |
| H. Schrodt        | 13         | 3          | 0           | 0          | 0                 | 0                 | 0                 | 0                 | 13       | 3      | 0           | 0          |
| K. Slatina        | 29         | 1          | 0           | 0          | 1                 | 0                 | 0                 | 0                 | 30       | 1      | 0           | 0          |
| L. Streitenbürger | 7          | 0          | 0           | 0          | 1                 | 0                 | 0                 | 0                 | 8        | 0      | 0           | 0          |
| J. Weidlandt      | 30         | 1          | 0           | 0          | 1                 | 0                 | 0                 | 0                 | 31       | 1      | 0           | 0          |
| K. Zaczyk         | 31         | 3          | 0           | 0          | 1                 | 0                 | 0                 | 0                 | 32       | 3      | 0           | 0          |